# Fun×Fam
Fun×Fam（ファンファン）は、和歌山県内を中心に活動する、日本のご当地女性アイドルグループ。「ご当地アイドル殿堂入り」。

## 概要
テレビ和歌山の番組「ちゃぶ台」の企画から誕生した、和歌山市内のダンススクールに通う地元・和歌山が大好きな女の子たちで構成されたアイドルグループである。
「和歌山初の地域密着型アイドルグループ」として、拠点である和歌山マリーナシティでの定期ライブ・ミニライブのほか、県内各地のイベントへの参加などを中心に活動している。
名前の「Fun×Fam」とは、グループのモットーである「楽しませる」「楽しむ」の「Fun」と、メンバーと和歌山の人たち全員が一つの“家族”という意味の「Family」から命名された。
2014年1月29日、組織の改編を行い、正式名称が「Fun×Fam学園」と改められた。
2015年12月9日、「未来Yeah！」でメジャーデビュー。
2021年1月29日、結成10年を迎えて日本ご当地アイドル活性協会より『ご当地アイドル殿堂入り』に認定された。
2024年4月、6月に開催されるクロちゃん主催の大型フェス「クロフェス2024 ～5周年だよ！全員集合！だしん！～」にて和歌山県代表として選出が発表。

## メンバー
メンバーは、和歌山にちなんだチーム『ハーモニー（和）』『メロディ（歌）』『マウンテン（山）』の3チームに分かれている。
下記表中で、名前が太字のメンバーはチームリーダーである。
2011年1月29日の結成以来、2年を経て、2013年1月13日に新チームが発表された。
2014年2月に組織の改編を行い、これまでのメンバーを「トップチーム」とし、小学校低学年主体の「Fun×Fam Sisters（シスターズチーム）」と幼稚園児主体の「Fun×Fam Kids（キッズチーム）」が新設された。
2015年からはシスターズチームとキッズチームが統合され、「Fun×Fam Sisters」に一本化された。

### キャプテン（全体リーダー）
チーム「メロディ」のリーダーだった湯川愛莉が、2013年1月13日の新チーム編成に際し全体リーダーに就任した。
2015年4月5日の湯川愛莉卒業後は、チーム「ハーモニー」の須佐美静奈とチーム「マウンテン」の笠松実夕の二人が二代目キャプテンに、各チームを離れることなく就任した。

### チーム「ハーモニー」
合唱を中心としたパフォーマンスをする。
2013年1月、研修生の浜名 祐衣が正式メンバーとなる。
2015年4月、シスターズより木原 佳暖が昇格。
| 名前      | ニックネーム         | 生年月日       | 血液型 | 星座          |
| 中西 知優 | ちーちゃん           | 2004年9月14日  | A型    | 乙女座        |
| 黒江 琉愛 | りあ・りあっくま     | 2004年6月20日  | O型    | 双子座        |
| 池田 帆風 | ほっちゃん           | 2005年11月29日 | 射手座 | 池田 胡桃の妹 |
| 木原 佳暖 | のんのん・かんちゃん | 2005年12月18日 | O型    | 射手座        |
| 木原 芽愛 | めいめい             | 2008年5月14日  | 牡牛座 | 木原 佳暖の妹 |

木原 佳暖は現在チームマウンテンに属す。

### チーム「メロディ」
ライブではソロでの活動を中心に、ダンスやギター演奏など様々なパフォーマンスを行う。
| 名前        | ニックネーム | 生年月日      | 血液型 | 星座 |
| 榎本 朱里   | あかりん     | 2007年3月1日  | 魚座   |      |
| 角田 知咲季 | まめ         | 2006年1月13日 | 山羊座 |      |

黒江琉愛はハーモニーと兼任。

### チーム「マウンテン」
アクロバティックなダンスやラップなど、力強いパフォーマンスをする。
2014年1月より、中川 美空が正式メンバーとなる。
| 名前      | ニックネーム | 生年月日     | 血液型 | 星座 |
| 小久保 愛 | あいあい     | 2008年5月7日 | 牡牛座 |      |

### Fun×Fam Sisters（シスターズチーム）
幼稚園児から小学校中学年までのメンバーで構成される。トップチームのメンバーとの入れ替えもあるとされる。
| 名前        | ニックネーム | 生年月日       | 星座   | 備考 |
| 田村 鈴菜   | れいな       | 2006年11月22日 | 射手座 |      |
| 中西 知優   | ちーちゃん   | 2004年9月14日  | 乙女座 |      |
| 川原 絢音   | あやね       | 2006年7月21日  | 蟹座   |      |
| 羽根 あいり | あいり       | 2005年11月16日 | 蠍座   |      |
| 藪上 涼花   | すーちゃん   | 2007年7月12日  | 蟹座   |      |
| 南 亜希     | あき         | 2007年7月24日  | 獅子座 |      |
| 大木 悠愛   | ゆうちゃん   | 2007年9月6日   | 乙女座 |      |
| 田村 妃菜   | ひな         | 2008年2月5日   | 水瓶座 |      |

### 過去に活動していたメンバー
- 露谷　恵 - 2016年6月8日卒業。チーム「マウンテン」2代目リーダー。
- 北川　愛音 - 2016年6月8日卒業。チーム「マウンテン」。
- 馬場　菜月 - 2016年4月3日卒業。チーム「メロディ」
- 湯川 愛莉 - 2015年4月5日卒業。チーム「メロディ」初代リーダー、初代キャプテン。
- 髙岡 瑠 - 2014年12月23日卒業。チーム「ハーモニー」。
- 田中 麻優 - 2013年4月7日卒業。チーム「マウンテン」初代リーダー。
- 櫻井 明日海 - 2013年4月7日卒業。チーム「ハーモニー」。フロントメンバー。
- 山本 百華 - 2012年5月31日卒業。チーム「ハーモニー」初代リーダー。
- 松浦 祐葵 - 2012年春頃卒業。チーム「ハーモニー」。
- 高垣 理紗 - 2012年4月1日卒業。チーム「メロディ」。
- 東 美羽 - 2016年6月28日卒業。Sistersでキャプテンを務めた。
- 古座 來実 - 研究生
- さかもと ゆずき - キッズチームに一時期在籍

| 名前        | ニックネーム                 | 生年月日       | 血液型 | 星座   | 所属                | 活動期間              | 備考                 |
| 北川 華月   | はづにゃん                   | 1998年9月26日  | O型    | 天秤座 | ハーモニー          | 初期 - 2016年9月25日  |                      |
| 三浦 睦未   | むっちゃん・むつりんご       | 1998年6月22日  | A型    | 蟹座   | ハーモニー          | 初期 - 2019年9月25日  |                      |
| 浜名 祐衣   | ゆい                         | 1999年8月21日  | A型    | 獅子座 | ハーモニー          | 初期 - 2016年9月25日  |                      |
| 中井 優月   | ゆっさん                     | 1998年5月20日  | A型    | 牡牛座 | メロディ            | 初期 - 2016年12月25日 |                      |
| 笠松 実夕   | みゅう・みゅうみん           | 2002年3月27日  | A型    | 牡羊座 | メロディ            | 初期 - 2017年2月26日  | 2代目キャプテン      |
| 吉本 瑠華   | るーやん                     | 1998年5月14日  | A型    | 牡牛座 | メロディ            | - 2017年4月           |                      |
| 溝根 あみ   | あみ                         | 2002年11月14日 | A型    | 蠍座   | メロディ→マウンテン | 初期 - 2017年6月4日   |                      |
| 神下 亜弓   | あゆ・師匠                   | 2000年5月22日  | A型    | 双子座 | メロディ            | 初期 - 2018年5月6日   | 3代目キャプテン      |
| 西辻 美緒   | みお・みおたん・タンタンメン | 2000年9月13日  | O型    | 乙女座 | メロディ            | 初期 - 2018年9月24日  |                      |
| 星名 帆乃佳 | ほのりん                     | 2005年4月8日   |        | 牡羊座 |                     | - 2019年2月3日        |                      |
| 中井 葉月   | はーちゃん・天使             | 2001年8月23日  | A型    | 乙女座 | メロディ            | - 2020年10月          |                      |
| 中川 美空   | みく                         | 2002年8月8日   | O型    | 獅子座 | マウンテン          | - 2020年12月6日       |                      |
| 上山 姫花   | ひめちゃん                   | 2005年5月14日  | O型    | 牡牛座 | マウンテン          | - 2020年12月6日       |                      |
| 池田 胡桃   | くぅ                         | 2001年2月20日  | AB型   | 魚座   | メロディ            | 初期 - 2021年2月7日   |                      |
| 須左美 静奈 | せな・せなっち・せなちん     | 2001年1月25日  | O型    | 山羊座 | ハーモニー          | 初期 - 2021年3月31日  |                      |
| 中島 綾音   | あやぞう                     | 2008年8月13日  |        | 獅子座 |                     | - 2021年10月          |                      |
| 中川 朋香   | ともっち                     | 2006年1月2日   |        | 山羊座 | メロディ            | - 2024年6月30日       | 中川美空の妹 現NMB48 |

### フロントメンバー
グループ全員で歌う場合、フロントに立つメンバーが決められている。
- 2011年

池田胡桃（チーム「ハーモニー」）・中井優月・北川華月・西辻美緒・髙岡瑠（チーム「メロディ」）・露谷恵・須左美静奈・笠松実夕（チーム「マウンテン」）
- 2012年

吉本瑠華・櫻井明日海（チーム「ハーモニー」）・湯川愛莉・中井優月・北川華月・西辻美緒（チーム「メロディ」）・須左美静奈・笠松実夕（チーム「マウンテン」）
- 2013年

湯川愛莉(キャプテン)・北川華月・須左美静奈(チーム「ハーモニー」)・吉本瑠華・中井優月・中井葉月(チーム「メロディ」)・西辻美緒・笠松実夕(チーム「マウンテン」)
- 2014年

湯川愛莉(キャプテン)・北川華月・須左美静奈(チーム「ハーモニー」)・吉本瑠華・中井優月(チーム「メロディ」)・露谷恵・池田胡桃・笠松実夕(チーム「マウンテン」)
・7月6日～
湯川愛莉(キャプテン)・北川華月・須左美静奈(チーム「ハーモニー」)・吉本瑠華・中井優月(チーム「メロディ」)・西辻美緒・池田胡桃・笠松実夕(チーム「マウンテン」)
- 2015年

4月11日～
北川華月・須左美静奈(チーム「ハーモニー」)・吉本瑠華・中井優月・中井葉月(チーム「メロディ」)・西辻美緒・池田胡桃・笠松実夕(チーム「マウンテン」)

## 活動履歴

### 単独ライブ及びライブツアー等
| #  | 公演名                                                                              | 公演日 | 会場 | 備考 |
| -- | ----------------------------------------------------------------------------------- | --- | --- | ---- |
| 01 | はじめましてFun×Famです                                                             | 2011年7月24日 | 和歌山マリーナシティ |      |
| 02 | お元気でしたか？Fun×Famです                                                         | 2011年11月6日 | 和歌山マリーナシティ |      |
| 03 | いつもサンキュ！～春のファンファン祭り～                                            | 2012年4月1日 | 和歌山マリーナシティ |      |
| 04 | 神様♥おねがい!!                                                                     | 2012年8月5日 | 和歌山マリーナシティ |      |
| 05 | マジで!?真冬の学園祭!!～Fun×Famからメリークリスマス!!～                             | 2012年12月23日 | 和歌山マリーナシティ |      |
|    | 県外初単独ライブ ～春の陽気に乗って名古屋の皆さんに会いに来ました♪～                | 2013年4月5日 | 名古屋市北文化小劇場 |      |
| 06 | 夏は目の前！行くぜ、春のスタートダッシュ大作戦!!                                    | 2013年5月26日 | 和歌山マリーナシティ |      |
| 07 | Fun×Famの夏が来た！みんなぁ～真夏のフェスはじめるよ～!!                             | 2013年8月3日 2013年8月10日 2013年8月17日 2013年9月15日                                                                 | 大阪公演：大阪市立こども文化センター 名古屋公演：名古屋市南文化小劇場 東京公演：品川区荏原文化センター ファイナル：和歌山マリーナシティ                                                                                        |      |
| 08 | 飛ばすぜ！真冬の全力ライブ!! ～FunxFamからメリークリスマス～                        | 2013年12月15日 | 和歌山マリーナシティ |      |
| 09 | 明日の一歩先へ！～行くぜ、春のグローイングアップ大作戦!!                            | 2014年6月8日 | 和歌山マリーナシティ |      |
|    | マジだかんね！和歌山キラキラ♪大作戦 We're Fun×Fam                                   | 2014年7月6日 2014年7月13日 2014年7月26日 2014年8月9日 2014年8月16日                                                    | 和歌山市公演：和歌山県民文化会館 紀の川市公演：貴志川生涯学習センター 橋本市公演：橋本市産業文化会館アザレア 新宮市公演：新宮市民会館 御坊市公演：御坊市文化会館                                                               |      |
|    | Fun×Famが夏の全国ツアーはじめるよ～!! ～エッブリバデッ！カーニバレッ♪～             | 2014年8月22日・23日 2014年8月30日 2014年9月6日 2014年9月20日 2014年9月27日 2014年10月18日 2014年10月25日 2014年11月9日 | 東京公演：R'sアートコート 名古屋公演：名古屋北文化小劇場 岡山公演：西川アイプラザ 札幌公演：コンカリーニョ 仙台公演：エルパーク仙台 徳島公演：徳島シビックセンター 福岡公演：ぽんプラザホール ファイナル：和歌山マリーナシティ |      |
| 10 | きっと10年後も“Merry Christmas！”                                                   | 2014年12月23日 | 和歌山マリーナシティ |      |
|    | BLC LIVE～春のFun×Fam祭り～ ～春の陽気に乗って名古屋の皆さんに会いに来ました♪2015～ | 2015年3月7日 | 名古屋市北文化小劇場 |      |
| 11 | 湯川愛莉卒業記念LIVE ～神様からの贈り物、あなたに会えてよかった～                   | 2015年4月5日 | 和歌山マリーナシティ |      |
| 12 | 第12回Fun×Fam単独ライブ＆雑賀涼羽卒業記念公演                                       | 2015年7月25日 | 和歌山マリーナシティ |      |
|    | Fun×Famシスターズ 第1回単独ライブ                                                   | 2015年10月25日 | 和歌山マリーナシティ |      |
| 13 | 第13回Fun×Famクリスマス単独ライブ                                                   | 2015年12月23日 | 和歌山マリーナシティ |      |
| 14 | 第14回単独ライブ 馬場菜月卒業記念公演～ずっと笑顔で！～                             | 2016年4月3日 | 和歌山マリーナシティ |      |
| 15 | 第15回単独ライブ ～5年間の軌跡。そして新たなスタートラインへ～                      | 2016年4月24日 | 和歌山マリーナシティ |      |
|    | 第2回Fun×Famシスターズ単独ライブ                                                    | 2016年4月10日 | 和歌山マリーナシティ |      |
|    | 第4回名古屋単独公演 ～春の陽気に乗って名古屋の皆さんに会いに来ました♪2016～         | 2016年5月15日 | 大須Dt.BLD |      |
| 16 | 第16回単独ライブ 露谷恵・北川愛音卒業記念公演～ありがとう、愛の音に恵まれし季節。～ | 2016年6月5日 | 和歌山マリーナシティ | -    |

### 2011年（平成23年）
- 4月7日 - テレビ和歌山「ちゃぶ台 」にて、「和歌山を元気にするプロジェクト 第1弾」として、総合プロデューサーである堀内孝治により結成が発表される。
（収録時は1月なので、結成自体は同月とされている。）。
  - Fun×Famは、「和歌山」にちなんで「和（チーム『ハーモニー』）」「歌（チーム『メロディ』）」「山（チーム『マウンテン』）と3つのチームに分けられている。
  - 同番組では、ダンススタジオ「シルキークルーズワークアウトジム」のレッスン生の女の子達が突然、アイドルとして活動させられるという形をとっている。
  - この時、堀内は「応援!ウキキ」という偽番組で同ダンススタジオをサルの着ぐるみを着て訪れるという、半ドッキリ企画だった。
  - 同番組では当時、「Fun x Fam x Fan」というコーナーを持っており、当初、彼女達がアイドルとして日々奮闘する様子が流されていた。
- 5月15日 - 「和歌山シーサイドフォークジャンボリー」のオープニングアクトを務め、「自転車に乗って」を歌唱した。
- 7月7日 - 「平成OASAKA天の川伝説 2011」のオープニングアクトとして参加。
- 7月11日 - オフィシャルブログがスタート。
- 7月24日 - 初めての単独ライブが和歌山マリーナシティポルトヨーロッパ内インターナショナルシアターにて開催される。
- 8月 - ちゃぶ台 「Fun x Fam x Fan」コーナーが、メンバーーの成長記から和歌山お勧めスポット紹介コーナーとなる。
- 8月 - この頃から、和歌山マリーナシティイコラストリートにてミニライブが行われる様になる。
- 9月 - 「自転車に乗って」MV制作開始。堀内の要望でドラマも撮影された。ヒロインは中井優月。
- 10月 - この頃から、和歌山県内を中心とした各地のイベントに参加するようになる。
- 10月 - ちゃぶ台 で、「るりちゃんが行く」がスタート。
- 11月6日 - 2度目となる単独ライブが開催される。

ライブ最後にアンコールが求められたが、アンコール曲を用意しておらず、慌てて「自転車に乗って」を歌うというシーンが「ちゃぶ台」で紹介された。
この頃、「自転車にのって」MVが完成。
- 12月3日 - ちゃぶ台 で、「なっちゃんの口福」がスタート。
- 12月31日 - 「和歌山マリーナシティカウントダウンライブ」に参加。

### 2012年（平成24年）
- 1月13日～ - 和歌山市・フォルテワジマ前マルチビジョンにて、「自転車に乗って」のMVが放映される。
- 2月11日 - 和歌山市・SPORTS PARADISEで開催（主催：紀州レンジャーズ）の「スポパラ祭」に出演。
- 3月18日 - 紀の川市・貴志川生涯学習センターで、紀の川市内の高校生が運営・開催した「HEART BEAT 2012」に出演。
- 4月 - 野球チーム「紀州レンジャーズ」の公式応援チアリーダーとなる。
- 4月1日 - 3度目となる単独ライブが開催される。

高垣理紗が中学校への進学に伴い卒業。卒業イベントが行われ、卒業ソングとして作られたオリジナルソング「Start Line」が発表された。
- 4月1日 - 1stシングル「自転車に乗って」CD（ミュージックビデオDVD付き）発売。
- 4月7日 - ちゃぶ台」で「マジだかんね！和歌山再発見キャラバン We're Fun x Fam」がスタート。
- 4月 - ガーデンパーク和歌山にて、1stシングル発売記念ライブを開催。
- 4月22日 - 那賀スポーツレクリエーションセンターで開催の「スポレクフリーマーケット」に参加。
- 4月22日 - ガーデンパーク和歌山でのライブに出演。

杉田二郎の「戦争を知らない子供たち」のバックコーラスを務める。
- 5月20日 - 「和歌山シーサイドフォークジャンボリー」オープニングアクト出演。
- 6月2日 - 熊野本宮大社にて「自転車に乗って」「Start Line」を歌唱奉納。
- 6月10日 - 通天閣にて、岡畑農園主催の「新世界100周年　ビリケンさんに幻の梅奉納」イベントに参加。
- 7月1日 - 紀三井寺球場のこけら落としに行われた紀州レンジャーズと阪神タイガース2軍の試合で、オープニングセレモニーで参加。
- 7月29日 - 「おどるんや　第9回紀州よさこい祭り」に参加。
- 8月5日 - 4回目となる単独ライブが開催される。同時に2ndシングル「神様♥おねがい!!」も発売される。
- 8月19日 - トヨタカローラ和歌山創業50周年イベント「お客様感謝夏祭り　コレカラ和歌山プロジェクト」に出演。
- 8月19日 - 「湯浅祭り」に出演。
- 8月 - 夏休み！県内LIVEキャラバンとして、田辺市・岩出市でライブを開催。
- 8月25日 - 「孫市の町！市駅夏祭り2012」に出演。
- 9月16日・17日 - 湊町リバープレイスで開催された「ロコドルサミット2012」に参加。アワード表彰で「優勝」にあたる「No.1観光大賞」を受賞した。

17日で、総ライブ数100回を達成。
- 10月6日 - 日高町の「クエフェア」に出演。
- 10月7日 - 「スポレクマーケット」に出演。
- 10月13日 - 関西国際空港で開催の「ジャパンポップカルチャーフェスティバル2012」に出演。
- 10月14日 - 和歌山ビッグホエールで開催の「わかやま商工まつり2012」に出演。
- 10月20日 - トラックの日イベントに出演。
- 10月20日 - 和歌山マリーナシティ第一駐車場で開催の「リビングフェスタ2012」に出演。
- 10月21日 - 近畿陸運局で開催の、自動車整備振興会のイベントに出演。
- 10月21日 - 湯浅町で開催の「第11回　紀州湯浅の鯖っと鯵まつり」に出演。
- 11月23日 - 「観音山フルーツガーデン大感謝祭」に出演。
- 12月1日 - 「冬の交通安全運動　冬のドナタ」に出演。
- 12月22日 - おもてなしツアー「Fun×Famと過ごすクリスマス」開催。おもてなしツアーは、9月に開催されたロコドルサミット2012優勝の副賞だった。
- 12月23日 - 5回目の単独ライブ開催。

第1部では、研究生だった浜名祐衣が正式にメンバーと認められる。第2部では、堀内Pより、フロントメンバーの入れ替えと、チームのシャッフルが行われることが宣言された。
- 12月31日 - 「和歌山マリーナシティカウントダウンライブ」に参加。

### 2013年（平成25年）
- 1月1日 - テレビ和歌山「＠テレわかお正月 コミュニティスペシャル」に生中継出演。
- 1月13日 - 新フロントメンバー決定。新チームの発表。
- 2月16日 - 「ミナミ・アイドル・フェスティバル Vol.1」に出演。
- 2月24日 - 3rdシングルCD先行発売ライブ。
- 3月20日 - 「第9回紀州湯浅町シロウオまつり」に参加。
- 3月24日 - 「第9回日本橋ストリートフェスタ2013」にて「STOP!違法ダウンロード」のPR。
- 3月24日 - 「Love One Meeting Vol.5 ～日本橋ストフェスタVol.9SP」に出演。
- 4月5日 - 県外で初となる、名古屋単独ライブ開催。

ゲストとして日進市のアイドルグループ「TAKENOYAMA24」が出演した。
ライブ実現に当たって、名古屋のファンの尽力があったことが「ちゃぶ台」で紹介された。
- 4月6日 - 「Wonder Idol Parade」一部・二部に出演。
- 4月7日 - 「ヤンヤン歌うステージin大阪」に出演。
- 4月7日 - 「Love Com Theater」にて田中麻優・櫻井明日海の卒業ライブが行われる。
- 4月13日 - 紀州レンジャーズ対ゼロロクブルズの試合に応援で参加。
- 5月26日 - 6回目の単独ライブ開催。
- 6月9日 - 「御坊商工祭」に出演。
- 6月16日 - 「紀州夢まつり」に出演。
- 7月21日 - 「京都アイドルシティフェスタ2013」出演。
- 7月21日 - 「KYOTO IDOL Carnivar Vol.6」出演。
- 8月3日 - 夏の単独ライブツアー大阪公演開催。

本ライブにて、総ライブ数200回を達成。また、ゲストとして岡山の中学生アイドルグループ「C.K.C」が出演した。
- 8月3日 - 湯浅町「湯浅まつり」出演。
- 8月10日 - 夏の単独ライブツアー名古屋公演開催。

ゲストとして名古屋のアイドルグループ「バーサスキッズ」が出演した。
- 8月17日 - 夏の単独ライブツアー東京公演開催。

ゲストとして東京のアイドルグループ「スマイル学園」が出演した。
- 8月24日 - JA紀の里「第20回ふれあいまつり」に出演。
- 9月7日 - 「LUCKY TRIPPER Presents Happy Jam in Osaka Vol.7」に出演。このライブはニコ動生放送で配信された。
- 9月15日 - 7回目の単独ライブ及び夏の単独ライブツアーファイナルとして、和歌山公演開催。
- 9月23日 - 「紀州レンジャーズPlus vs よしもと芸人SAKURAベースボール エキシビジョンマッチ」にてライブ出演。
- 10月6日 - 「モリコロパークサイクルフェスティバル2013」に出演。
- 10月6日 - 「FunxFam・TAKENOYAMA24 2マンLIVE in 大須演芸場」開催。
- 10月13日 - 「第65回　わかやま商工まつり」に出演。
- 10月26日 - 「Japan Pop Culture Festival 2013」に出演。
- 11月3日 - 「宮子姫みなとフェスタ」に出演。
- 11月23日 - 「観音山フルーツガーデン大感謝祭2013」に出演。
- 11月23日 - 「4th＆5thシングル先行発売ライブ」開催。
- 11月24日 - 関西テレビ開局55周年記念イベント「Go！Go！カンテーレ感謝祭」に出演。
- 12月15日 - 8回目の単独ライブ開催。

- 12月29日 - 「AAA Vol.11」に出演。

### 2014年（平成26年）
- 2月 - 大規模な組織改編が行われ、シスターズチームとキッズチームが新設され、それらを含めた全体の名称が「Fun×Fam学園」となった。
- 3月23日 - 「神戸アイドルポップパーティーVol.2」出演。
- 3月29日 - フロントメンバー入れ替え。
- 4月5日 - 「Fun×Fam・TAKENOYAMA 24　2マンLIVE in 和歌山マリーナシティ」開催。
- 4月5日 - 初の冠番組「Fun×Fam学園放送部」が、和歌山放送ラジオでスタート。
- 4月5日 - 「KYOTO IDOL COLLECTION 2014 in Kyoto Sta.」出演。
- 4月27日 - 「わかやまマジカルミュージックツアー」出演。
- 4月29日 - 9回目の単独ライブ開催。

シスターズチーム、キッズチームが初のお披露目となる。また、インターナショナルシアターがFun×Fam劇場（シアター）へ改名される。
- 5月5日 - JA紀の里「めっけもん広場　GWスペシャルライブ」出演。
- 5月11日 - Fun×Fam劇場ライブにて、総ライブ数300回を達成した。
- 5月25日 - 「和歌山シーサイドアイドルフェスティバル2014」出演。
- 7月6日 - 夏の和歌山ライブツアー和歌山市公演開催。

本ライブで、2014年2回目のフロントメンバーの入れ替え。
- 7月13日 - 夏の和歌山ライブツアー紀の川市公演開催。
- 7月21日 - 「第13回 Kobe Love Port・みなとまつり　ラジオ関西Presentsご当地アイドルパーティ」出演。
- 7月26日 - 夏の和歌山ライブツアー橋本市公演開催。

本ライブで、県内ツアー当初の目標であった動員数1000人を達成し、全国ツアー第1弾（東京、名古屋、岡山）の開催が発表された。
- 8月2日 - 夏の和歌山ライブツアー番外編　田辺市公演が、扇ヶ浜公園カッパークにて開催される。
- 8月9日 - 夏の和歌山ライブツアー新宮市公演開催。
- 8月16日 - 夏の和歌山ライブツアー御坊市公演開催。

全国ツアー第2弾（北海道、仙台）の開催が発表された。
- 8月22日 - 全国ツアー東京公演1日目開催。
- 8月23日 - 全国ツアー東京公演2日目開催。

ゲストとして静岡県沼津市のアイドル「オレンジポート」が出演した。
- 8月24日 - 6thシングル発売記念ミニライブ開催。
- 8月30日 - 全国ツアー名古屋公演開催。

ゲストとして「TAKENOYAMA24」が出演した。
- 8月31日 - 24時間テレビに協力。和歌山マリーナシティにてチャリティ募金に協力したほか、ミニライブを行う。
- 9月1日 ～ 11月30日 - 関西地区のSA・PAで開催のNEXCO西日本「ご当地ワードクエスト」に和歌山担当として参加。
- 9月6日 - 全国ツアー岡山公演開催。

ゲストとして一部に「Dearly」「charm」、二部に「ハートアップガールズ」「feel」が出演した。
全国ツアー第3弾（福岡、徳島）とツアーファイナルとなる和歌山公演が発表された。
- 9月7日 - 「第15回JAありだふれあいまつり」に出演。
- 9月14日 - 「第2回紀州夢祭り DREAM JUNCTION～夢の交差点～」に出演。
- 9月15日 - 「和歌山と香川！？Fun×FamとCoCoデコル！！ 2マンLIVE」開催。
- 9月20日 - 全国ツアー札幌公演開催。

ゲストとして、札幌のご当地アイドル「ミルキーベリー」が出演した。
- 9月23日 - 「BLC LIVE Vol.0　残暑の5.5マンライブ」（名古屋市）に出演。
- 9月27日 - 全国ツアー仙台公演開催。

ゲストとして、東北のダンスボーカルユニット「Aither」が出演した。
- 9月28日 - 「Five Stars 2014 ～supported by NODご当地アイドルコレクション～」仙台公演に出演。
- 10月4日 - 「クエの町　和歌山日高町クエ・フェア」に出演。
- 10月12日 - 「第66回わかやま商工まつり」に出演。
- 10月18日 - 全国ツアー徳島公演開催。

ゲストとして徳島のご当地アイドル「Baby Dolls」が出演した。
- 10月19日 - 「2014クルマジャンボリー」に出演。
- 10月19日 - 「リビングフェスタ2014 in 和歌山マリーナシティ」に出演。
- 10月25日 - 全国ツアー福岡公演開催。

ゲストとして福岡のご当地アイドル「I'S9」が出演した。
- 11月1日 ～ 11月3日 「和歌山ポップカルチャーフェスティバル」に出演。

11月1日・11月2日は「和歌山シーサイドアイドルフェスティバル2014」に、11月3日はアニソンステージにそれぞれ出演した。
- 11月8日 - 奈良県天理市で開催された「てんりなまつり2014」アイドルイベントに出演。
- 11月9日 - 全国ツアーファイナル・和歌山公演開催。

2部では、仮歌などをつとめる女性歌手・うちやえゆかがサプライズゲストとして出演した。
2部にて、キャプテン・湯川愛莉が、2015年3月で卒業することが発表された。
- 11月15日 - 「第26回　かつらぎ町産業まつり」に出演。
- 11月16日 - 紀の国わかやま国体・大会開催１年前イベントである、「きいちゃんフェスタin和歌山市」に出演。
- 11月16日 - 和歌山城西の丸広場で開催された「和歌山学生合同文化祭」に出演。
- 11月23日 - 「観音山フルーツガーデン大感謝祭」に出演し、みかん狩りなどを楽しんだ。
- 11月24日 - 「WBS和歌山放送ラジオまつり2014」に出演。
- 12月7日 - 「Fun×Fam×ジストシネマ祭り」開催。
- 12月13日 - 「クリスマスこどもフェスタ2014」に出演。
- 12月21日 - 「アイドル甲子園 in OSAKA MUSE」に出演。
- 12月23日 - 10回目の単独ライブ開催。

第1部で、2015年春を目途にキッズチームとシスターズチームの統合とトップチームとのメンバー入れ替えがあること、第2部ではキャプテン・湯川愛莉卒業公演の日程が発表された。
本ライブをもって、チームハーモニー・髙岡瑠が卒業となった。
- 12月24日 - 「第29回 WBSラジオチャリティミュージックソン　チャリティ募金」に参加。

参加メンバー：湯川愛莉、吉本瑠華、北川華月、中井優月、三浦睦未
- 12月31日 - 「和歌山マリーナシティ ニューイヤーズカウントダウン2014-2015」に参加予定であったが、強風のためイベントが中止となる。

### 2015年（平成27年）
- 1月12日 - 「アイドル甲子園 in 大阪」に出演。
- 2月1日 - 和歌山西警察「安全きのくにおもてなしキャンペーン」に出演。
- 2月8日 - 結成4周年記念ライブを、Fun×Fam劇場で開催。
- 2月11日 - Fun×Fam劇場ライブ。二部で、ライブ回数通算400回を達成。
- 2月25日～3月1日 - アリスインプロジェクト2015年大阪公演　舞台『アリスインデッドリースクール オルタナティブ・OSAKA』に、池田胡桃と笠松実夕が出演。
- 2月28日 - 「紀州みなべ岩代大梅林　梅まつり」に出演。
- 3月7日 - 「BLC LIVE～春のFun×Fam祭り～　Star☆T＆Fun×Fam　2マンライブ」を、名古屋市北翔文化劇場にて開催。

愛知県豊田市のご当地アイドル「Star☆T」との2マンライブ。
- 3月7日 - 「BLC LIVE～春のFun×Fam祭り～名古屋単独ライブ　～春の陽気に乗って名古屋の皆さんに会いに来ました♪2015～」開催。

ゲストとして愛知県豊田市のご当地アイドル「Star☆T」が出演した。
- 3月8日 - 名古屋ライブ開催記念として、野外無料ライブを名古屋市の鶴舞公園内普選記念壇にて開催。
- 3月21日 - 岡山市で開催された「HUGPRO OKAYAMA IDOL FES 2015」に出演。
- 4月2日 - 大阪市で開催された「青春アイドルパラダイス!!」に出演。
- 4月5日 - 11回目の単独ライブ開催。

本ライブをもって、湯川愛莉が卒業、卒業式を行った。またシスターズチームより木原佳暖がトップチームに昇格した。
- 4月11日 - 「Lovelys!!!!＆Fun×Fam　2マンLIVE!!」を、Fun×Fam劇場で開催。

アップフロント関西所属のアイドル「Lovelys!!!!」との2マンライブ。
- 4月25日 - 大阪で開催の「2015肉汁祭 全国どんぶりチャンピオン決定戦　肉汁ステージ」に出演。
- 4月25日 - 大阪で開催の「AAA　Vol.15」に出演。
- 4月26日 - 白浜・田辺青年会議所の50周年事業「紀南！魅力！新発見！～50年の感謝を込めて～」に出演。
- 5月16日 - 和歌山マリーナシティで開催の「日産プリンス和歌山　第3回大感謝祭」に出演。
- 5月16日 - 和歌山市民会館にて「慶風高校10周年記念コンサート」開催。主催は、学校法人田原学園　慶風高等学校。
- 5月30日・5月31日  - 「和歌山ポップカルチャーフェスティバル2015」メインステージ及びアイドルフェスティバルに出演。
- 6月6日 - 名古屋で開催の「HighLisk2015」に出演。
- 6月7日 - 笠松実夕、中井優月が、名古屋で開催の「Sing Girls Stage」に出演。
- 6月7日 - 名古屋で開催の「BLC LIVE Vol2」に出演。
- 6月14日 - 2回目となる「Fun×Fam×ジストシネマ祭り」開催。
- 7月4日～ - ジストシネマにて、映画上映前のマナーCMに出演。
- 7月4日 - ディファ有明で開催の「アイドル横丁祭り!!2015　前夜祭」に出演。
- 7月5日 - 新木場STUDIO COASTで開催の「アイドル横丁祭り!!2015」に出演。
- 7月18日 - 7thシングルリリース記念ミニライブ＆特典会を、イオンモール和歌山店にて開催。
- 7月19日 - 7thシングルリリース記念イベント「浴衣まつりで特典会!! in ガーデンパーク和歌山」開催。
- 7月25日 - 12回目の単独ライブ開催

- 8月1日 - 7thシングル発売記念イベントを、ミント神戸にて開催。
- 8月1日 - 須磨ビーチサイドにて開催の「Tokonatsu Idol Festival　By アイドルマルシェ」に出演。
- 8月2日 - 全国のアイドルと2マン共演ライブの第4弾「choco☆milQ・Fun×Fam　2マンLive」開催。
- 8月13日～8月15日 - 和歌山マリーナシティで開催される花火ショー・スターライトイリュージョンの直前にミニライブ開催。
- 8月16日 - 名古屋城宵祭り特設ステージで開催の「戦国アイドルステージ　名古屋城でらバトル」に出演。
- 8月22日 - 「JA紀の里 打田支所ふれあいまつり～笑顔で夏をさわやかに～」に出演。
- 8月29日 - 「JA紀の里 桃山支所ふれあいまつり」に出演。
- 8月29日 - 美浜町の「煙樹ヶ浜フェスティバル」に出演。
- 8月30日 - 「JA紀の里 那賀支所ふれあいまつり」に出演。
- 8月29日 - 「2015紀の国わかやま国体　わかやま大会開催直前イベント」に出演。
- 9月13日 - 「ヤンヤン歌うステージ in 大阪！2015秋」に出演。
- 9月15日 - 「2015紀州夢祭り」に出演。
- 9月16日 - テレビ東京系で放映の「THE☆カラオケバトル」に、笠松実夕が和歌山代表として出演。
- 9月21日 - 全国のアイドルと2マン共演ライブの第5弾「おやゆびプリンセス・Fun×Fam　2マンLive」開催。
- 9月22日 - 紀の国わかやま国体　わかやま大会開催記念イベントとして、キャラメル☆リボン・NA-NAとの3マンLive開催。
- 9月23日 - 大阪・なんばグランド花月で開催の「ミナミアイドルフェスティバル9.23」に出演。
- 9月26日 - 神戸で開催の「神戸アイドルPOPパーティ2015 Supported by TOWER RECORDS」に出演。
- 9月28日 - 2015年12月9日にメジャーデビューすることが発表される。
- 10月11日 - イオンモール和歌山で開催の「リビングフェスタ2015」に出演。
- 10月12日 - 神戸・ミント神戸にて、Le Sianaとメジャーデビュー記念の合同イベントを開催。
- 10月17日 - Fun×Fam劇場で開催の「Sing Girls Stage vol.2」に笠松実夕、中井優月、北川華月が出演。
- 10月18日 - 近畿運輸局和歌山運輸支局で開催の「2015クルマジャンボリー」に出演。
- 10月18日 - 全国のアイドルと2マン共演ライブの第6弾「こけぴよ・Fun×Fam　2マンLive」開催。
- 10月25日 - 「Fun×Famシスターズ　第1回単独ライブ」開催。
- 10月31日 - メジャーリリース記念として「ハロウィーンなので！みんな仮装・DE・特典会」をFun×Fam劇場にて開催。
- 11月1日 - ライブ回数通算500回記念ライブ及び新曲お披露目ライブをFun×Fam劇場にて開催。
- 11月3日 - 和歌山マリーナシティで開催の「KISHU ROCK IMPACT 2015」に出演。
- 11月3日 - 大阪・あべのHoopにて、メジャーデビューシングル発売記念イベントをLe Sianaと合同で開催。
- 11月7日 - 「JA紀の里 粉河支所ふるさと祭り」に出演。
- 11月7日 - アリスインプロジェクトの舞台『魔銃ドナーKIX』チケット販売イベントに、舞台に出演の笠松実夕・池田胡桃が参加。
- 11月8日 - 和歌山ビッグホエールで開催の「わかやま商工まつり」に出演。
- 11月8日 - メジャーリリース記念として「オシャレに私服・DE・特典会～秋・冬コレクション～」をTSUTAYA WAYガーデンパーク和歌山店にて開催。
- 11月15日 - 「紀の川市産業まつり＆食育フェア」に出演。
- 11月15日 - 「メジャーリリース記念ライブ＆特典会 in イオンモール和歌山」を開催。
- 11月18日～11月22日 - アリスインプロジェクト2015年11月大阪公演　舞台『魔銃ドナーKIX』に、笠松実夕・池田胡桃が出演。
- 11月21日 - タワーレコード近鉄パッセ店にて「メジャーリリース記念ライブ＆特典会 in 名古屋」を★Luce Twinkle Wink☆と合同で開催。
- 11月22日 - 「観音山フルーツガーデン大感謝祭」に参加。
- 11月22日 - 「かつらぎ町産業まつり」に出演。
- 11月23日 - 「WBSラジオ祭り」に出演。
- 11月23日 - 「食祭WAKAYAMA2015」に出演。
- 11月28日・11月29日 - アリスインプロジェクト2015年11月和歌山公演　舞台『魔銃ドナーKIX』に、笠松実夕・池田胡桃が出演。
- 11月28日・11月29日 - 和歌山マリーナシティ内イコラストリートにて、メジャーデビュー記念「原点回帰ミニライブ」を開催。
- 12月5日・12月6日 - 和歌山マリーナシティで開催の「HighLisk2015 in 和歌山」に出演。
- 12月8日 - メジャーデビューシングル「未来Yeah!」フラゲ日限定CD手渡し特典会を、イオンモール和歌山にて開催。
- 12月9日 - シングル「未来Yeah！」でメジャーデビュー。
- 12月9日 - メジャーデビューシングル「未来Yeah！」発売日限定CD手渡し特典会を、TSUTAYA WAYガーデンパーク和歌山店にて開催。

オリコンデイリーランキング20位、ウィークリーチャート40位にランクイン。
- 12月12日 - 東京・TSUTAYA O-Crestで開催の「ヤンヤン歌うステージ　師走SP!!」に出演。
- 12月12日 - HMV＆BOOKS TOKYOにて、メジャーリリース記念特典会を開催。
- 12月12日 - TOWERMini汐留店にて、リリースイベントを開催。
- 12月13日 - HMVルミネエスト新宿店にて、メジャーリリース記念特典会を開催。おやゆびプリンセスとの合同イベント。
- 12月19日 - 日本・トルコ合作映画「海難1890」のPRイベント・「わかやマックスフェスタ2015」に出演。
- 12月23日 - 第13回クリスマス単独ライブを開催。
- 12月24日 - 「第30回WBSラジオチャリティーミュージックソン」に参加。参加メンバーの私物オークションなども実施した。

参加メンバー：中井優月、北川華月、三浦睦未、露谷恵、吉本瑠華、須佐美静奈、笠松実夕
- 12月26日 - 大阪・YES THEATERで開催の「ミナミアイドルフェスティバル12.26」に出演。
- 12月31日 - 和歌山マリーナシティ　ニューイヤーズカウントダウン2015－2016に出演。

### 2016年（平成28年）
- 1月12日 - 大阪・ORTO LOUNGEで開催の「サバ★フェス」に出演。
- 1月31日 - 結成5周年を記念し、「おかげさまで5周年！感謝の記念劇場（シアター）ライブ」を開催。
- 2月14日 - 和歌山県赤十字血液センターで開催の「第2回赤十字ふれあいカーニバル」に参加。
- 2月21日 - みなべ町・岩代大梅林で開催の「岩代大梅林梅まつり」に出演。
- 2月21日 - 道の駅・みなべうめ振興館で開催の「第1回UME-1グルメ甲子園in梅の里みなべ」に参加。
- 2月27日 - 和歌山放送で放送のラジオ番組「Fun×Fam学園放送部」が、放送100回をむかえる。
- 3月6日 - 大阪・YES THEATERで開催の「ミナミアイドルフェスティバル3.6」に出演。
- 3月13日 - 「Lovelys!!!!2マンLIVE！！」を、Fun×Fam劇場で開催。
- 3月19日 - テレビ和歌山で放送のバラエティ番組「ちゃぶ台」最終回。5年間を振り返った。再放送は3月26日。
- 3月20日 - 神戸・若宮公園鉄人広場で開催の「第5回鉄人ダンスフェス」に出演。
- 3月26日 - 大阪・FANJ Twiceで開催の「ヤンヤン歌うステージin大阪 2016春」に出演。
- 4月2日 - 岡山市で開催の「HUGPRO OKAYAMA IDOL FES　Vol.3」に出演。
- 4月3日 - 14回目の単独ライブを開催。

本ライブをもって、馬場菜月が卒業。卒業式が行われた。
- 4月6日 - 平成28年春の全国交通安全運動　初日街頭啓発キャンペーンに参加。

WBS和歌山放送ラジオの特別番組にも出演。
- 4月10日 - 「第2回Fun×Famシスターズ単独ライブ」開催。
- 4月23日 - ソフマップなんばザウルス1号店にて、1stアルバムリリース記念イベントを開催。
- 4月24日 - 15回目の単独ライブを開催。

本ライブにて、露谷恵・北川愛音の卒業が発表された。
- 4月29日 - 海南市の障がい者就労施設・「あすなろ共同作業所」で開催の「第10回みどりの祭り」に出演。
- 5月1日・5月3日～5月5日 - 和歌山マリーナシティにて、花火ショー直前野外ライブを開催。
- 5月15日 - 4回目の名古屋単独ライブを大須Dt.BLDにて開催。
- 5月21日 - ミント神戸にて、1stアルバムリリース記念イベントを開催。
- 6月5日 - 16回目の単独ライブを開催。

卒業する露谷恵・北川愛音の卒業式が行われた。
- 6月7日 - イオンモール和歌山店にて、1stアルバムフラゲ日限定CD手渡し特典会を開催。
- 6月8日 - 1stアルバム「StartLine～スタートライン～」発売。

オリコンデイリーランキング27位にランクイン。
- 6月8日 - メッセオークワ　ガーデンパーク和歌山店にて、1stアルバム発売日限定CD手渡し特典会を開催。

本イベントで、露谷恵・北川愛音が卒業。
- 7月16日 - 「メジャー2ndシングル発売記念イベントat大阪」を、大阪・道頓堀角座広場にて開催。
- 7月18日 - 「浴衣祭り・ＤＥ・特典会 in TSUTAYA WAY ガーデンパーク和歌山店」開催。
- 7月23日 - Fun×Fam劇場にて、メジャー2ndシングル収録の新曲「POWER OF MUSIC」の初披露ライブ開催。
- 7月27日 - ソフマップなんば店ザウルス1号店にて、メジャー2ndシングル発売記念イベントを開催。
- 7月30日 - 「第3回Fun×Famシスターズ単独ライブ」開催。
- 7月31日 - 大阪・なんば千日前　YES THEATERで開催の「ミナミアイドルフェスティバル7.31」に出演。
- 7月31日 - あべのHoop1階オープンエアプラザにて、メジャー2ndシングル発売記念ミニライブを開催。
- 7月31日 - タワーレコードあべのHoop店にて、メジャー2ndシングル発売記念私服特典会を開催。
- 8月6日 - ソフマップなんば店ザウルス1号店にて、メジャー2ndシングル発売記念イベントを開催。
- 8月11日 - Fun×Fam劇場にて、「第1回真夏のFFS（Fun×Fam＆Sisters）歌謡祭」を開催。
- 8月13日～8月15日 - 和歌山マリーナシティで開催される花火ショーの前にミニライブ開催。
- 8月16日 - 海南市下津小学校で開催の、「下津ふるさとまつり」に出演。
- 8月20日 - 大阪・ESAKA MUSEで開催の、「BLC Live Vol.10～10回目記念！in大阪～」に出演。
- 8月20日 - JA紀の里内田支所で開催の、「JA紀の里打田支所ふれあいまつり」に出演。
- 8月26日 - 笠松実夕・池田胡桃が、Lovelys!!!!宮崎梨緒生誕ライブ「りーたんじょうび2016」に参加。
- 8月27日 - ミント神戸にて、メジャー2ndシングル発売記念リリースイベントを開催。
- 8月28日 - 和歌山マリーナシティで開催の、「第4回紀州夢まつり」に出演。
- 8月28日 - 和歌山マリーナシティで開催される花火ショーの前にミニライブ開催。
- 9月3日 - 美浜町の「煙樹ヶ浜フェスティバル」に出演。
- 9月4日 - 名古屋パルコにて、メジャー2ndシングル発売記念イベントを開催。
- 9月4日 - ヴィレッジヴァンガード名古屋中央店にて、メジャー2ndシングル発売記念イベントを開催。
- 9月6日 - イオンモール和歌山にて、メジャー2ndシングル発売記念フラゲ特典会を開催。
- 9月7日 - メジャー2ndシングル「POWER OF MUSIC」発売。

オリコンデイリーランキング17位にランクイン。
- 9月7日 - TSUTAYA WAYガーデンパーク和歌山店にて、メジャー2ndシングル発売日記念特典会を開催。
- 9月10日 - タワーレコード川崎店にて、メジャー2ndシングル発売記念イベントを開催。
- 9月10日 - 新宿DDPシアターにて、メジャー2ndシングル発売記念イベントを開催。
- 9月10日 - HMV＆BOOKS TOKYOにて、メジャー2ndシングル発売記念イベントを開催。
- 9月11日 - 新宿DDPシアターにて、メジャー2ndシングル発売記念イベントを開催。

### 2020年（令和2年）
- 12月22日 - 『2020年ご当地アイドル肩書きランキングBEST20』で第20位に選ばれる[10]。

## メディア出演

### ちゃぶ台
テレビ和歌山で、2011年～2016年3月19日まで、毎週土曜日22時から放映されていたバラエティ番組。
Fun×Famはこの番組の企画として結成され、Fun×Famのコーナーが設けられていた。
- 「Fun×Fam×Fan」

番組当初は、メンバーがアイドルとして奮闘する姿や、和歌山のおすすめスポットなどを紹介するコーナーだった。
途中からは、イベントの様子やライブの裏側などを紹介するコーナーとなった。
- 「マジだかんね！和歌山再発見キャラバン!!　We are Fun×Fam」

Fun×Famのメンバーが和歌山県内の30市町村を訪れ、その地の魅力を再発見、ストリートライブなどを行うコーナー。
目標以上のお客さんを集めないとコーナー打ち切り等の試練が課せられていた。
2015年4月の放送で、全30市町村制覇を達成した。
【訪問した市町村（放送月順）】
・田辺市（2012年4月放送）…FM TANABEの番組に出演。扇が浜公園にてライブ。このライブが、初のストリートライブだった。
・かつらぎ町（2012年5月放送）…JA紀北かわかみイベントにてライブ。ノルマ制導入。
・日高川町（2012年6月放送）…日高川町交流センターにてライブ。
・湯浅町（2012年7月放送）…湯浅町駅前多目的広場にてライブ。
・広川町（2012年8月放送）…「稲むらの火の館」を見学。広八幡神社のお祭りにてライブ。
・古座川町（2012年9月放送）…ダッキーレースを体験。「古座川一枚岩　守り犬の夏祭り2012」にてライブ。
・紀美野町（2012年10月放送）…生石高原を散策。野上ふれあい公園にてライブ。
・串本町（2012年11月放送）…マグロのえさやり等を体験。橋杭岩駐車場にてライブ。
・美浜町（2012年12月放送）…地引き網漁を見学。煙樹海岸多目的広場にてライブ。
・白浜町（2013年1月放送）…2チームに分かれ「宝探し＋ビンゴdeスタンプラリー」に参加。白良浜にてライブ。
・御坊市（2013年2月放送）…オークワ ロマンシティ御坊店でライブ。
・すさみ町（2013年3月放送）…「エビとカニの水族館」を見学。すさみ海水浴場にてライブ。
・有田川町（2013年4月放送）…地域交流センターALECにてライブ。
・橋本市（2013年5月放送）…FMはしもとの番組に生出演。やっちょん広場にてライブ。
・紀の川市（2013年6月放送）…「桃りゃんせ夢工房」で桃ジャム作りに挑戦。きしべの里公園にてライブ。
・由良町（2013年7月放送）…戸津井鍾乳洞を探検。町にまつわるクイズに答える企画。
・海南市（2013年8月放送）…根来塗を体験。燦燦公園にてライブ。
・北山村（2013年9月放送）…観光筏下りに挑戦。ドッキリ企画もあった。おくとろ公園にてライブ。
・岩出市（2013年10月放送）…植物公園緑化センターにてライブ。
・新宮市（2013年11月放送）…王子ヶ浜小学校にて、合同学園祭を行った。
・高野町（2013年12月放送）…紅葉の高野山を散策。写経体験も行った。高野山大学にてライブ。
・有田市（2014年1月放送）…市立そとはま保育所にてライブ。
・みなべ町（2014年2月放送）…梅ジュース作りを体験。JAみなべいなみ・ほんまもんふるさと産地直売所にてライブ。
・日高町（2014年3月放送）…黒竹民芸品作りに挑戦。みちしおの湯にてライブ。
・印南町（2014年4月放送）…キヌサヤの収穫体験。町内の保育所・いなみこども園にてライブ。
・上富田町（2014年5月放送）…ひょうたんを使ったペインティングなどの工作に挑戦。上富田文化会館にてライブ。
・和歌山市（2014年6月放送）…はにわ作りを体験し、紀伊風土記の丘「HANI-1選手権」に参加。JA和歌山ビルにてライブ。
・九度山町（2015年1月放送）…いちご狩りを体験。道の駅・柿の郷くどやまにてライブ。
・那智勝浦町（2015年2月放送）…熊野那智大社、那智滝を参拝。紀の松島巡り。勝浦漁港にぎわい広場にてライブ。
・太地町（2015年4月放送）…ドルフィン・ベェイスでイルカとふれあい体験をした。くじら博物館近くの広場にてライブ。
- 「なっちゃんの口福」

当時のメンバーで一番の食いしん坊とされる馬場菜月が、ご飯の友を求めて和歌山を巡るというコーナー。
背中に炊飯器を背負って歩くのがトレードマークとなっている。
| 放送日        | ロケ地               | 店名                                        | メニュー                                          |
| 2011年12月3日 | 和歌浦               | やぶ新                                      | しらす                                            |
| 2012年2月4日  | 和歌山マリーナシティ | 黒潮市場                                    |                                                   |
| 2012年4月21日 | 田辺市               | 宝来寿司                                    | あがら丼 （かつおと釜揚げしらすのづけ丼ずし）     |
| 2012年5月19日 | かつらぎ町           | シーズンカフェ                              | eコロ                                             |
| 2012年6月16日 | 日高川町             | 道の駅SanPin中津                            | ほろほろらーめん ジビエコロッケ定食               |
| 2012年7月21日 | 湯浅町               | 丸屋本家 湯浅醤油 お食事処 かどや           | 具だくさん金山寺味噌 生しらす丼、しらす丼         |
| 2012年10月6日 | 紀美野町             | レストハウス山の家おいし                    | 卵かけご飯                                        |
| 2012年11月3日 | 串本町               | 紀州なぎさの駅 水門まつり                   | 本マグロの刺身、マグロの焼肉 マグロたっぷり海鮮丼 |
| 2012年12月1日 | 美浜町               |                                             | 松きゅうり生かじり                                |
| 2013年1月5日  | 白浜町               | 長久酒場                                    | ウツボの網焼き、カメノテの塩ゆで                  |
| 2013年2月2日  | 御坊市               | やました                                    | せち焼き                                          |
| 2013年3月2日  | すさみ町             | 串かつ にっか                               | イノブタの串かつ                                  |
| 2013年4月13日 | 有田川町             | 達人村                                      | 石清水豚のトンカツ                                |
| 2013年5月4日  | 橋本市               | ラ・ポール                                  | ひねどりのけいはん                                |
| 2013年6月1日  | 紀の川市             | くつろぎ茶房 きしべの里                     | じゃこ寿司                                        |
| 2013年7月20日 | 由良町               |                                             | わかめのしゃぶしゃぶ、しらす丼                    |
| 2013年8月3日  | 海南市               | 黒江ぬりもの館 併設カフェ                   | 黒江バウム、黒江クッキー                          |
| 2013年10月5日 | 岩出市               | 中国料理 満月                               | 満月会飯                                          |
| 2013年12月7日 | 高野町               |                                             | 精進料理                                          |
| 2014年1月4日  | 有田市               | 四季菜                                      | たっちょほねく丼                                  |
| 2014年2月1日  | みなべ町             | JAみなべいなみ ほんまもんふるさと産地直売所 | トマト梅                                          |
| 2014年3月1日  | 日高町               | お食事処 くえ屋                             | くえ丼                                            |
| 2014年4月5日  | 印南町               | 印南SA 日高観光物産センター                 | トマト味噌ラーメン、備長あげうどん                |
| 2014年5月3日  | 上富田町             |                                             | 口熊野ラーメン                                    |
| 2014年6月7日  | 和歌山市             | 淡嶋温泉 大阪屋ひいなの湯                   | 加太・鯛どんぶり 美肌餡かけ～和歌がえり～         |
| 2015年1月10日 | 九度山町             | そば処 幸村庵                               | 紀州九度山真田そば                                |
| 2015年2月7日  | 那智勝浦町           | まぐろ三昧 那智                             | ダブルまぐろ丼                                    |
| 2015年4月4日  | 太地町               | 亀八屋                                      | てつめん餅                                        |
- 「るりちゃんが行く!!」

当時のメンバーで最年少だった髙岡瑠が疑問に思った事を街の人に尋ねて回るというコーナーから、2012年4月以降は和歌山県内のご当地ゆるキャラを探すコーナーとして放送された。

### テレビ
- KANSAI IDOL LEAGUE （Kawaiian TV、2016年11月21日 -）

### ラジオ
- Fun×Fam学園放送部～和歌山が大好き!!～（2013年4月13日-2014年3月29日　毎週土曜　11時20分～、和歌山放送）
- Fun×Fam学園放送部（2014年4月5日-2016年6月25日　毎週土曜　21時30分～、和歌山放送）
- Fun×Fam学園放送部（2017年4月9日-  毎週日曜日　15時10分～、和歌山放送）

### インターネット
- 経済産業省・中小企業庁サイト「ものづくり★プライド 注目支援施策を活用した成果事例」 - 近畿エリア代表として参加（2016年3月）[11]

### 書籍
- TJムック「あえるアイドル大百科」（2012年8月28日、宝島社）ISBN 978-4-8002-0117-1

ご当地アイドル特集、アイドル名鑑（全メンバーのプロフィールを紹介）
- ミュージック・マガジン9月増刊号　アイドル・ソング・クロニクル2002-2012（2012年9月20日、ミュージック・マガジン）

1stシングル「自転車にのって」が紹介されている。
- 全国あいどるmap 2013-2014（2013年7月19日、エンターブレイン）ISBN 978-4-04-729110-2

あいどる年鑑 2013-2014（グループの紹介）
- KansaiWalker PRESENTS「関西ご当地アイドル名鑑 2013～2014」（2013年9月6日、電子書籍）
- 別冊Discover Japan 地域ブランドのつくりかた（2013年10月9日、エイ出版社）ISBN 978-4-7779-2979-5
- 雑誌「BOMB4月号」（2014年、学研パブリッシング）- 「今月のご当地ガール」コーナーに掲載。
- 雑誌「ベストカー4月26日号」（2014年、講談社）- 「地元アイドルに会いにいこう」コーナーに掲載。
- 雑誌「まっぷるご当地アイドル」（2015年7月13日、旺文社）
- ぴあムック「熱狂！全国アイドル図鑑」（2016年4月22日、ぴあ）ISBN 978-4835629773

### その他
- ロッテアイスクリーム「爽」ミュージックビデオプロジェクト　関西版に出演。
- 「全国アイドル美人時計」に参加。（2015年7月15日～2016年1月14日）
- 経済産業省 中小企業庁委託事業の「未来の企業★応援サイト　ミラサポ」に、和歌山県担当として参加。

和歌山県和歌山市の「阪和電子工業株式会社」を取材した。

## ディスコグラフィ

### 楽曲
- 「自転車に乗って」 作詞・作曲／西岡恭蔵

テレビ和歌山「ちゃぶ台」エンディングテーマ
オリジナル曲ではなく、フォークシンガー・西岡恭蔵の楽曲のカバー。
- 「焼いた魚の晩ごはん」 作詞/藤沢宏光 作曲/黒沢秀樹
- 「Start Line」 作詞・作曲/Horry.K 編曲/まちだみつのり

全国高校野球選手権和歌山大会　テレビ和歌山「めざせ甲子園」EDソング
- 「神様♥おねがい!!」 作詞/Horry.K 作曲・編曲/まちだみつのり

SUMMER ver.とWINTER ver.があり、ライブの時期によって歌い分けている。
- 「ぼくと帰ろう」
- 「ASOBOT」作詞/まちだみつのり、Horry.K 作曲・編曲/まちだみつのり
- 「OVER THE RAINBOW ～あの虹を越えて～」作詞/Horry.K 作曲/Horry.K 編曲/まちだみつのり
- 「FunxFamからのメリークリスマス!」作詞/Horry.K 作曲・編曲/まちだみつのり
- 「おめでとうKiss」作詞/マイクスギヤマ 作曲/若林崇継 編曲/AKI(多田彰文)

第95回夏の高校野球　和歌山大会　テレビ和歌山「エキサイトスポーツ」イメージソング
- 「笑顔のHoliday」作詞/マイクスギヤマ 作曲・編曲/AKI(多田彰文)

歌詞が少し違う2種類のバージョンが存在する。
- 「Memory～僕らだけの宝物～」作詞・作曲/Horry.K 編曲/まちだみつのり
- 「バーチャルカンフーガール」作詞・作曲・編曲/まちだみつのり
- 「Tomorrow Song」作詞/マイクスギヤマ 作曲・編曲/岩崎文紀
- 「約束みたいなサヨナラ」作詞/マイクスギヤマ 作曲・編曲/AKI(多田彰文)
- 「トキメキラキラ☆シャカリキラキラ」作詞/マイクスギヤマ 作曲/鷲巣祐太

第96回夏の高校野球　和歌山大会　テレビ和歌山「エキサイトスポーツ」イメージソング
- 「百花の魁」作詞/マイクスギヤマ　作曲/カワイヒデヒロ
- 「Appreciations～感謝のうた～」　作詞/マイクスギヤマ 作曲/中村博

第97回夏の高校野球　和歌山大会　テレビ和歌山「エキサイトスポーツ」イメージソング
- 「Everybody！カーニバレッ♪」　作詞/マイクスギヤマ 作曲/中村博
- 「Fun！Fun！Fun！」　作詞/マイクスギヤマ 作曲/平松新　編曲/伊藤翼
- 「ぼくは君のそばにいる」 作詞/Horry.K 作曲/江原大介 編曲/西村真吾・AKI Oxford(多田彰文)
- 「決心Start」　作詞/マイクスギヤマ 編曲/石塚玲依
- 「Never Say Never」　作詞/マイクスギヤマ 作曲・編曲/鷲巣祐太
- 「スターマインを待って」　作詞/マイクスギヤマ 作曲/若林タカツグ 編曲/かみじょうゆうや
- 「未来Yeah！」　作詞/マイクスギヤマ 作曲・編曲/鷲巣祐太
- 「1/30000DAYS」 作詞/Horry.K 作曲・編曲/鷲巣祐太
- 「POWER OF MUSIC」　作詞/マイクスギヤマ 作曲/宮国誠　編曲/AKI Oxford(多田彰文)
- 「未完☆SAY Girlz」　作詞/マイクスギヤマ 作曲/中村博

### CDシングル
- 「自転車に乗って」（2012年4月1日発売）…ジャケットはA～Eの5タイプ

1. 自転車に乗って
2. 焼いた魚の晩ごはん（選抜メンバーで歌唱）

「自転車に乗って」のミュージックビデオを収録したDVDが付属。DVD単独での販売はない。
- 「神様♥おねがい!!」（2012年8月5日発売）…ジャケットはA～Dの4タイプ

1. 神様♥おねがい!!　2012 SUMMER ver.
2. ぼくと帰ろう

- 「Over the rainbow～あの虹を越えて～」(2013年2月28日発売)…ジャケットはA～Dの4タイプ

1. Over the rainbow～あの虹を越えて～
2. ASOBOT

- 「おめでとうKiss」(2013年11月30日発売)…ジャケットはA～Dの4タイプ

1. おめでとうKiss
2. 笑顔のHoliday
3. おめでとうKiss（instrumental）
4. 笑顔のHoliday（instrumental）

- 「Tomorrow Song」(2013年11月30日発売)…ジャケットはA～Dの4タイプ

1. Tomorrow Song
2. 約束みたいなサヨナラ
3. Tomorrow Song（instrumental）
4. 約束みたいなサヨナラ（instrumental）

- 「トキメキラキラ☆シャカリキラキラ／百花の魁」(2014年8月22日発売　WMCD-0809）…ジャケットはA～Dの4タイプ

1. トキメキラキラ☆シャカリキラキラ
2. 百花の魁
3. トキメキラキラ☆シャカリキラキラ（instrumental）
4. 百花の魁（instrumental）

- 「Everybody！カーニバレッ♪／Appreciations～感謝のうた～」(2015年7月18日発売　WMCD-0718）…ジャケットはA～Dの4タイプ

1. Everybody！カーニバレッ♪
2. Appreciations～感謝のうた～
3. Everybody！カーニバレッ♪（instruments）
4. Appreciations～感謝のうた～（instruments）

- 「未来Yeah！」（通常盤）(2015年12月9日発売　YZWG-10045）

1. 未来Yeah！
2. 1/30000DAYS
3. スターマインを待って (Bonus Track)

- 「未来Yeah！」（和（ハーモニー）盤）(2015年12月9日発売　YZWG-10046）

1. 未来Yeah！
2. 1/30000DAYS
3. NEVER SAY NEVER (Bonus Track)

- 「未来Yeah！」（歌（メロディ）盤）(2015年12月9日発売　YZWG-10047）

1. 未来Yeah！
2. 1/30000DAYS
3. 決心Start (Bonus Track)

- 「未来Yeah！」（山（マウンテン）盤）(2015年12月9日発売　YZWG-10048）

1. 未来Yeah！
2. 1/30000DAYS
3. ぼくは君のそばにいる (Bonus Track)

- 「POWER OF MUSIC」（通常盤）（2016年9月7日発売　POCS-1482）

1. POWER OF MUSIC
2. 未完☆SAY Girlz
3. Fun!Fun!Fun! (Bonus Track)

- 「POWER OF MUSIC」（和（ハーモニー）盤）（2016年9月7日発売　POCS-1483）

1. POWER OF MUSIC
2. 未完☆SAY Girlz
3. Memory～僕らだけの宝物～(Bonus Track)

- 「POWER OF MUSIC」（歌（メロディ）盤）（2016年9月7日発売　POCS-1484）

1. POWER OF MUSIC
2. 未完☆SAY Girlz
3. バーチャルカンフーガール（Bonus Track）

- 「POWER OF MUSIC」（山（マウンテン）盤）（2016年9月7日発売　POCS-1485）

1. POWER OF MUSIC
2. 未完☆SAY Girlz
3. 神様、おねがい!!　～Winter Ver.～（Bonus Track）

### CDアルバム
- 「StartLine～スタートライン～」（2016年6月8日発売）…TYPE-A（POCS-1449）、TYPE-B（POCS-1450）

1. トキメキラキラ シャカリキラキラ～Fun×Famのテーマ～
2. 笑顔のHoliday
3. おめでとうKiss
4. 僕と帰ろう
5. 神様、おねがい!!
6. Appreciations～感謝のうた～
7. 百花の魁
8. 約束みたいなサヨナラ
9. Fun×Famからメリークリスマス!!
10. Everybody！カーニバレッ♪
11. Over the Rainbow～あの虹をこえて～
12. Tomorrow Song
13. StartLine～スタートライン～

### DVD
- ライブDVD「Fun×Famからメリークリスマス!!」(2014年4月20日発売)　　2013年12月15日に開催された、8th単独ライブの模様を収録。

1. トキメキラキラ シャカリキラキラ
2. 笑顔のHoliday
3. 約束みたいなサヨナラ
4. 神様、おねがい!!～2012 WINTER Ver.～
5. おめでとうKiss
6. Tomorrow Song
7. Over the Rainbow～あの虹をこえて～
8. Fun×Famからのメリークリスマス!
9. Memory～僕らだけの宝物～